# Campeonato Futsal de Clubes
El Campeonato futsal de clubes de CONCACAF es la máxima competición continental de clubes de la región.

## Historia
El torneo inaugural del Concacaf Campeonato de clubes de futsal se realizó entre el 20 de agosto de 2014 y el 24 de agosto de 2014 en Guatemala, resultando como campeón el club Glucosoral FSC de Guatemala.

## Formato
El torneo consta 4 grupos de 5 equipos.

## Campeonatos

### Campeonato de clubes de futsal de Concacaf
| Año  | Campeón              | Resultado         | Subcampeón                | Semifinalistas          | Semifinalistas          | Semifinalistas          | Semifinalistas          | Semifinalistas          | Semifinalistas          | Semifinalistas          | Semifinalistas          | Semifinalistas          | Semifinalistas          | Semifinalistas | Semifinalistas | Semifinalistas | Semifinalistas | Semifinalistas | Semifinalistas | Semifinalistas | Semifinalistas | Semifinalistas | Semifinalistas |
| ---- | -------------------- | ----------------- | ------------------------- | ----------------------- | ----------------------- | ----------------------- | ----------------------- | ----------------------- | ----------------------- | ----------------------- | ----------------------- | ----------------------- | ----------------------- | -------------- | -------------- | -------------- | -------------- | -------------- | -------------- | -------------- | -------------- | -------------- | -------------- |
| 2014 | Glucosoral Guatemala | (4-4) 5-4 penales | Borussia · Costa Rica     | Sidekicks · México      | Sidekicks · México      | Sidekicks · México      | Sidekicks · México      | Sidekicks · México      | Sidekicks · México      | Sidekicks · México      | Sidekicks · México      | Sidekicks · México      | Sidekicks · México      | Habana · Cuba  | Habana · Cuba  | Habana · Cuba  | Habana · Cuba  | Habana · Cuba  | Habana · Cuba  | Habana · Cuba  | Habana · Cuba  | Habana · Cuba  | Habana · Cuba  |
| 2017 | Grupoline Costa Rica | (5-4)             | Utah Elite Estados Unidos | Soyapango · El Salvador | Soyapango · El Salvador | Soyapango · El Salvador | Soyapango · El Salvador | Soyapango · El Salvador | Soyapango · El Salvador | Soyapango · El Salvador | Soyapango · El Salvador | Soyapango · El Salvador | Soyapango · El Salvador | Habana · Cuba  | Habana · Cuba  | Habana · Cuba  | Habana · Cuba  | Habana · Cuba  | Habana · Cuba  | Habana · Cuba  | Habana · Cuba  | Habana · Cuba  | Habana · Cuba  |

### Títulos por equipo
| Equipo            | País           | Campeón | Subcampeón | Años campeón | Años subcampeón |
| ----------------- | -------------- | ------- | ---------- | ------------ | --------------- |
| Glucosoral FSC    | Guatemala      | 1       | -          | 2014         |                 |
| Grupoline Futsal  | Costa Rica     | 1       | -          | 2017         |                 |
| Borussia          | Costa Rica     | -       | 1          |              | 2014            |
| Utah Elite Futsal | Estados Unidos | -       | 1          |              | 2017            |